# جون ديفين (لاعب كرة القدم الغالية)
جون ديفين (بالإنجليزية: John Devine)‏ هو لاعب كرة القدم الغالية بريطاني، ولد في 13 يونيو 1983 في مقاطعة تيرون في المملكة المتحدة.